# Jacques Gardel
Jacques Gardel, né le 1er août 1940 à Lausanne, est un directeur artistique et metteur en scène vaudois.

## Biographie
Jacques Gardel monte le théâtre Onze et l'Atelier de travail théâtral. Il crée le Festival de théâtre contemporain à Lausanne en 1984 puis devient directeur de l'Arsenic en 1989. En 2009, les vingt ans de ce lieu installé dans d’anciens ateliers techniques de l'école professionnelle dans le quartier du Flon sont célébrés.
Il fonde en 2016 l'Impasse du Phoenix - laboratoire des arts, galerie d'art à Lausanne.
Devenu en 1995 une fondation, le Centre d’art scénique contemporain – Arsenic – est une structure où se côtoient théâtre, danse, performance, musique et installations. À la suite de Jacques Gardel, se succèdent à la direction, Thierry Spicher de 1996 à 2003, Sandrine Kuster de 2003 à 2017 et Patrick de Rham dès 2017. 

## Sources
- « Jacques Gardel », sur la base de données des personnalités vaudoises sur la plateforme « Patrinum » de la Bibliothèque cantonale et universitaire de Lausanne.
- 200 têtes vaudoises : "who is who?" du canton de Vaud, Walter Fröhlich, Anne Mancelle... et al. Winterthour : Ed. Eulach SA, 1991, 82 p.
- Arsenice: à propos
- A Lausanne, le Théâtre de l’Arsenic joue les nomades et s’invite dans d’autres salles. Le Temps, 23 août 2011.